# Grant Nicholas
Pour les articles homonymes, voir Nicholas.
Grantley Jonathan Nicholas dit Grant Nicholas est un musicien anglais né le 12 novembre 1967 à Newport au Pays de Galles. Il est connu pour être le fondateur, chanteur et guitariste du groupe de rock Feeder.

## Biographie
Grant est né à Newport, au Pays de Galles, mais a vécu son enfance à Chepstow, Monmouthshire. Il a fait sa scolarité à l'école de Monmouth, dans laquelle il a débuté la musique par la trompette. Il a pu également jouer dans son premier groupe, qui se nommait Sweet Leaf, dont le nom provient d'une chanson de Black Sabbath, l'un de ses groupes favoris et le premier qu'il ait vu en concert.
Ses parents lui avaient promis de lui donner une guitare s'il réussissait ses examens. Chose promise, chose due, Grant bénéficia d'une copie de Gibson Les Paul noire.
Après avoir quitté l'école, Grant fut facteur, au sud du Pays de Galles. Il jouait également dans des groupes comme Rain Dancer ou Temper Temper, où il rencontra le futur batteur de Feeder, Jon Lee. 
En 1991 les deux hommes rejoignirent Londres pour devenir ingénieurs du son. Ils recrutèrent par la suite Taka Hirose, un bassiste japonais, pour former Feeder en 1992

## Matériel
Grant possède un bon nombre de guitares. Sa guitare de prédilection est une Fender Jazzmaster Sunburst de 1967, retouchée par ses soins. Il possède également, une Fender Jazzmaster argentée 1964 utilisée pour les accordages différents (Drop D Tuning). Il possède une Fender Jazzmaster Sunburst 1959, une Fender Telecaster Sunburst 1973, une Fender Telecaster bleue, une Gibson SG Rouge cerise, deux Gibson Explorer (une rouge et une noire), une Yamaha J-200 acoustique, ainsi qu'une Gibson Hummingbird acoustique.
Grant (Taka également) réalisa également des guitares avec l'entreprise Combat Guitars : une Gibson SG bleue (le vibrato original est remplacé par un vibrato de Jazzmaster), une Jazzbird Custom verte (le corps est celui d'une Gibson Firebird avec un vibrato et une tête de manche de Jazzmaster, ainsi que des micros spéciaux), une Fender Jazzmaster noire et rouge (les micros semblent être des P-90)
Grant utilise également un ampli Vox AC30, Fender Twins, Mesa Boogie et Marshall + Marshall et Orange Speaker Cabinets